# Протестантизм на Украине
Протестантизм на Украине (укр. Протестантизм в Україні) — третья по количеству верующих группа христиан после православных и грекокатоликов; превосходит по численности Римских католиков. По разным исследованиям протестанты составляют от 1,3 % до 2,4 % населения. Подсчет количества протестантов затруднен тем, что не все протестантские церкви и группы официально зарегистрированы и ведут подробную статистику членов. В то же время, по состоянию на 2013 год на Украине насчитывается 10 613 протестантских церквей, что составляет 28,7 % от всех религиозных объединений Украины.
Протестантизм на территории Украины не представляет собой единое целое, но разделён на несколько конфессий и множество деноминаций. Тем не менее, существуют несколько организаций координирующих протестантские церкви: Совет евангельских протестантских церквей Украины, Украинский евангелический альянс, также протестанты принимают активное участие во Всеукраинском совете церквей и религиозных организаций и Украинском библейском обществе.

## Современное состояние

### Англикане
На территории Украины существует два прихода связанных с Англиканским сообществом. Церковь Христа в Киеве образована в 1999 году для англоговорящих верующих, принадлежащих к епископальной традиции. В состав прихода входят граждане США, Великобритании, Украины и других стран. Собирается Церковь Христа в лютеранской Кирхе Святой Екатерины.
Также существует англиканская община в Одессе. Обе церкви входят Диоцез Европы Церкви Англии.

### Лютеране
На территории Украины существует три лютеранских объединения.
Немецкая евангелическо-лютеранская церковь Украины входит в Союз евангелическо-лютеранских церквей, объединяющий лютеран на территории бывшего СССР (кроме стран Балтии) и входящий во Всемирную лютеранскую федерацию. Партнёром НЕЛЦУ является Евангелическо-лютеранская церковь Баварии, входящая в состав Евангелической церкви Германии. НЕЛЦУ является объединением общин немецкой традиции. Как правило, общины пользуются Григорианским календарём и используют в литургии немецкий язык. Кафедра епископа находится в Соборе святого Павла в г. Одесса. Правящий епископ — Уланд Шпалингер. Также общины НЕЛЦУ находятся в Киеве, Харькове, Днепре и других крупных городах Украины. В с. Петродолинское Одесской области действует Библейская школа.
Украинская лютеранская церковь ведет свою историю от Украинской евангельской церкви Аугсбургского вероисповедания, действовавшей на территории Западной Украины в 1930-х годах. Возрождение церкви начал пастор украинского происхождения, служивший в Висконсинском евангелическо-лютеранском синоде (США), Ярослав Шепелявец, совместно с другими миссионерами своего синода. Он же стал первым епископом УЛЦ. Нынешний епископ Вячеслав Горпинчук, как и все служащие в общинах священнослужители, является гражданином Украины.
УЛЦ придерживается строгого конфессионального лютеранства, не признает либерального богословия и женской ординации в сан пастора. В основе богослужения УЛЦ лежит реформированная литургия Иоанна Златоуста, которая служится преимущественно на украинском языке. Также церковь использует Юлианский календарь. Входит в Конфессиональную евангелическо-лютеранскую конференцию. В г. Тернополь находится Украинская евангелическо-лютеранская семинария Святой Софии, обучающая священнослужителей для УЛЦ и других церквей, членов КЕЛК. Центр церкви — в г. Киев.
Синод евангелическо-лютеранских церквей Украины образовался в 1996 году в результате раскола НЕЛЦУ. Суперинтендент НЕЛЦУ Виктор Грефенштейн и часть лютеранской общины г. Одессы, покинули церковь в связи с несогласием с её политикой. Также произошёл раскол в церквях Николаева и Ялты. К объединению присоединились лютеранские общины братской традиции, а также церкви, созданные трудом миссионеров Лютеранской церкви — Канада. Епископом синода является Виктор Грефенштейн.
СЕЛЦУ объединяет общины братской (пиетистской) традиции, но синод придерживается конфессионального богословия. В г. Одесса расположена семинария «Согласие», созданная для нужд СЕЛЦУ при помощи Лютеранской церкви-Канада.
Кроме того, на территории Украины существуют независимые лютеранские церкви разных традиций.

### Пресвитериане и реформаты
Церкви кальвинистского направления на Украине представлены несколькими союзами реформатской и пресвитерианской традиций.
Крупнейшим кальвинистским объединением является Закарпатская реформатская церковь, объединяющая проживающих на территории Украины венгров-протестантов. Из 114 зарегистрированных общин 113 находится на территории Закарпатской области, одна община в г. Киев. Лишь в трёх приходах богослужение совершается на украинском языке (в Ужгороде, Пирятине и с. Белки), в остальных общинах используется венгерский язык. Закарпатская реформатская церковь входит во Всемирное реформатское сообщество. Церковь признает женскую ординацию.
Также в Закарпатской области действует Закарпатская евангелическо-реформатская церковь и Христианская Реформатская церковь в Мукачево, связанная с Христианской реформатской церковью США.
Украинская евангелическо-реформатская церковь объединяет приходы с разной историей. Первые две общины УЕРЦ были созданы пастором Филимоном Семенюком, ординированным ещё до Второй мировой войны, в г. Ровно и пгт Степань Ровенской области. Также в состав церкви входят две церкви в Закарпатской области, созданные при участии американских миссионеров из смешанных украинско-венгерских семей, церкви в Киеве, Днепре и нескольких селах Западной Украины.
Евангельская пресвитерианская церковь Украины получила распространение на Юго-Востоке Украины и в Киеве. Большинство общин основаны миссионерами из Пресвитерианской церкви Америки и других консервативных западных кальвинистских церквей, но сейчас окормляются украинскими пасторами.
ЗЕРЦ, УЕРЦ и ЕПЦУ входят в состав консервативной Европейской конференции реформатских церквей, не признают женской ординации и либерального богословия.
На территории Украины корейскими зарегистрировано несколько религиозных организаций пресвитерианского направления, но эти церкви, как правило, поддерживают отношения лишь с материнскими церквями в Южной Корее и подвержены сильному влиянию харизматического движения.
В г. Одесса существует приход Свободной пресвитерианской церкви Шотландии, а в с. Веселиновка Одесской области — община Евангелической церкви чешских братьев.
В г. Симферополь существует церковь, входящая в состав Конфедерации православных реформатских церквей, движения литургического возрождения среди постсоветских реформатов.
В Киеве работает Евангельская реформатская семинария Украины, созданная при участии Пресвитерианской церкви Америки и Реформатских церквей (освобожденных). К учёбе в семинарии допускаются не только реформаты, но и представители других христианских конфессий.

### Методисты и церкви движения святости
Методизм представлен на Украине Объединённой методистской церковью и религиозными организациями движения святости, которые также исповедуют Уэслианское богословие, но верят в возможность полного освящения человека. О существовании методистских церквей на Украине до 1990-х годов ничего не известно, все ныне существующие общины были основаны благодаря работе иностранных и украинских миссионеров после распада СССР.
На территории Украине большинство методистских общин принадлежит к Объединённой методистской церкви Евразии, которая является частью крупнейшей в мире Объединённой методистской церкви, с центром в США. Общины ОМЦ действуют в Закарпатской, Львовской, Черновицкой, Полтавской, Харьковской, Донецкой, Луганской областях, а также в Автономной республике Крым и г. Киев.
В Киеве, Виннице и Одессе действуют церкви, входящие в Евразийский регион Церкви Назарянина. Первая Церковь Назарянина зарегистрирована в Киеве в 1992 году. В г. Ровно расположена община Свободной методистской церкви — другой деноминации движения святости, базирующейся в США.
Также к методистам можно причислить благотворительную организацию Армия Спасения. Армия Спасения специализируется на оказании гуманитарной помощи нуждающимся слоям населения. Иерархия и территориальная структура организации похожа на военную, а её участники носят униформу.Территория Украины входит в состав Украинского дивизиона. Командующий дивизионом — майор Мария Валлермарк. На Украине расположено 10 корпусов (местных религиозных организаций) Армии Спасения.

### Баптисты и меннониты
Всеукраинский союз церквей евангельских христиан-баптистов — крупнейшее объединение протестантских церквей не только на Украине, но и на постсоветском пространстве и крупнейший баптистский союз Европы. Организационно сформировался в 1990 году на 21-м съезде евангельских христиан-баптистов Украины из церквей, входивших в состав Всесоюзного совета евангельских христиан-баптистов, правопреемником которого стала Евро-азиатская федерация союзов евангельских христиан-баптистов.
Вторым по значимости на территории Украине является Международный союз церквей евангельских христиан-баптистов
Из общин автономных баптистов, действовавших в СССР, в независимой Украине было сформировано Братство независимых церквей и миссий евангельских христиан-баптистов.
Ещё одним крупным баптистским объединением является Ассоциация миссионерских церквей евангельских христиан Украины. Несмотря на то, что многие из входящих в ассоциацию церквей не идентифицируют себя как баптистские, они близки к ним в своём вероисповедании. Большая часть церквей АМЦЕХУ либо основана при участии миссий, таких как Свет на востоке, Международное партнёрство. По разным причинам эти церкви не вошли в состав других объединений ЕХБ и предпочли организовать отдельную ассоциацию.

### Церкви Христа
Церкви Христа — реставрационистская конфессия, появившаяся в Соединённых Штатах Америки на рубеже XVIII-XIX веков. Задачей нового движения было объединить представителей основных протестантских деноминаций США вокруг принципа: «Где Писание говорит, говорим и мы, где Писание молчит, молчим и мы», который провозгласил Томас Кэмпбелл. Также как и методистские, они появились на Украине лишь после распада СССР в результате деятельности американских миссионеров. На территории Украине представлены общинами, Церквей Христовых, Международной церкви Христа и Международных христианских церквей.
Церкви Христовы более консервативны, чем Ученики Христа (другая реставрационистская деноминация). Их отличительное особенностью является отказ от использования в поклонении музыкальных инструментов. Церкви Христовы находятся в Киеве, Донецке, Каменском, Харькове, Одессе и Симферополе. Многие из них находятся под управлением американских миссионеров.
Международная церковь Христа сформировалась из Бостонского движения, стремившегося к обновлению в Церквях Христа. Лидером движения был Кип МакКин. Бостонским движением провозглашалась идея обращения всей земли в христианство. Для этого предполагалось активное насаждение церквей, наличие наставника для каждого из верующих и жесткая централизованная система управления. Центр апологетических исследований считает, что некоторые учения и практики, принятые в Международной церкви Христа свойственны деструктивным культам.
Стараниями американских миссионеров была насаждена МЦХ Киева, позже были созданы церкви в Одессе, Донецке, Днепропетровске, Львове и Харькове (недоступная ссылка) В 2002 году в МЦХ произошёл раскол. Кип МакКин ушёл с поста лидера МЦХ. После его ухода многие лидеры церкви выступили с критикой существующей в церкви системы управления и принятых в церквях практик. В результате чего МЦХ сблизилась с традиционными Церквями Христа и начала с ними диалог, а МакКин с группой сторонников основал новую деноминацию Международные христианские церкви, в которую вошли 40 церквей во всем мире, одна из них находится в Киеве.

### Пятидесятники
Це́рковь христиа́н ве́ры ева́нгельской Украи́ны (ЦХВЕУ (укр. Церква християн віри євангельської України); официально в 1990—2017 — Всеукраинский союз церквей христиан веры евангельской-пятидесятников (ВСЦ ХВЕП), с 2017 — Украинская церковь христиан веры евангельской, УЦХВЕ) — христианская пятидесятническая церковь на Украине. Является частью Всемирного братства Ассамблей Бога и членом Международной ассоциации христиан веры евангельской.
Церковь объединяет 1576 пятидесятнических общин. Прихожанами церкви являются 374 тыс. человек, из них 111 тыс. — крещённые члены церкви. По данным, публикуемым сайтом УЦХВЕ на 2017 год количество общин составляет 1633, в которых насчитывается более 113 тыс. членов церкви.
Церковь ХВЕ Украины относится к группе пятидесятников двух благословений. Офис организации расположен в Киеве. Старшим епископом церкви является Михаил Паночко.
Церковь христиан веры евангельской Украины была образована в мае 1990 года на съезде пятидесятнических служителей в г. Коростень. При этом, сама церковь возводит свою историю к деятельности первых пятидесятнических проповедников на территории Украины (П. Ильчука, Т. Нагорного, И. Антонюка, И. Воронаева), и считает себя правопреемницей ранее действовавших на Украине Всеукраинского союза христиан евангельской веры и Всепольского союза христиан веры евангельской.

#### Всепольский союз ХВЕ
В июне 1920 года с заработков в Америке на Украину вернулись крестьяне П. Ильчук, Т. Нагорный и И. Антонюк. Находясь в США они перешли в пятидесятничество. По возвращении на родину они стали распространять новое учение в Тернопольской области, входившей в то время в состав Польши. В 1924 году в Кременце был проведен первый съезд христиан Святой Пятидесятницы, на котором был образован Пятидесятнический союз церквей (с 1929 года — Всепольский союз христиан веры евангельской). С началом Второй мировой войны и включением в состав СССР Западной Украины союз фактически был ликвидирован; большая часть пасторов были репрессированы.

#### Всеукраинский союз ХЕВ
Правление Союза христиан евангельской веры в 1926 году. В центре — И. Е. Воронаев
В августе 1921 года в советскую Одессу прибыл миссионер пятидесятнических Ассамблей Бога Иван Воронаев. Его деятельность в Одессе привела к образованию в 1926 году Всеукраинского союза христиан евангельской веры. К 1926 году в союз входило 250 общин и 15 тыс. верующих, в следующем году — 350 общин и 17 тыс. верующих; в 1929 году союз насчитывал 25 тыс. членов. В январе 1930 года правление союза было арестовано, а сам союз фактически прекратил свою деятельность.

#### Августовское соглашение 1945 года
Под давлением советских властей в августе 1945 года пятидесятнические лидеры начинают переговоры об объединении со Всесоюзным советом евангельских христиан и баптистов. Переговоры закончились подписанием 24 августа т. н. «Августовского соглашения» объединившего баптистов, верующих бывшего Союза ХЕВ (от имени союза соглашение подписали А. И. Бидаш и Д. И. Пономарчук) и бывшего Всепольского союза ХВЕ (от имени последнего соглашение подписали И. К. Панько и С. И. Вашкевич).

#### Автономная регистрация
В 1968 году советскими властями пятидесятникам было предоставлено право автономной регистрации общин; при этом регистрация отдельного союза по прежнему была невозможной. К 1989 году на Украине из 652 пятидесятнических общин 300 были зарегистрированы в составе союза ЕХБ, 186 действовали в составе нелегального «нерегистрированного братства» и 166 (то есть лишь четверть) были зарегистрированы как автономные.

#### Всеукраинский союз церквей
Храм церкви «Благодать» в селе Софиевская Борщаговка
В июле 1988 года на Украине был образован оргкомитет, призванный восстановить легальную деятельность Союза христиан веры евангельской. В мае 1990 года на съезде в Коростене было провозглашено создание Всеукраинского союза христиан веры евангельской-пятидесятников. Главой союза был избран Николай Мельник. До конца года в союз вошли ок. 430 пятидесятнических общин Украины.
В 1998 году на V съезде Союза главой объединения был избран Михаил Паночко. В 2004 году решением съезда в Черновцах Всеукраинский союз церквей христиан веры евангельской-пятидесятников был переименован в Церковь христиан веры евангельской Украины. Однако, данное название пока не имеет юридической регистрации.

#### Вероучение и структура
Церковь христиан веры евангельской Украины — протестантская деноминация, относящаяся к пятидесятникам двух благословений. Вероучение церкви отображает общехристианские догматы: веру в Троицу, веру в божественную и человеческую природу Иисуса Христа, веру в богодухновенность Библии. Являясь частью всемирного пятидесятнического движения, церковь признаёт крещение Святым Духом с «говорением на иных языках» и верит в возможность божественного исцеления. Среди церковных таинств признаются водное крещение и причастие.
Оставаясь евангельским консервативным братством, церковь подчеркивает стремление к нравственной чистоте, приоритет семьи, святость брака, умеренность во всем, скромность во внешнем виде, обязательство христиан быть примерными гражданами своей страны.
Отчёт старшего епископа на конференции церкви в Киеве в 2015 году
Высшим руководящим органом церкви является съезд. В период между съездами всей работой церковных структур руководит Правление союза и Комитет союза. Правление союза возглавляется старшим епископом, который избирается съездом на четырёхлетний срок. Помимо старшего епископа в правление входят его первый заместитель, региональные заместители, казначей и глава ревизионной комиссии. В состав Комитета союза входят представители его правления и главы областных объединений.
В 1990-98 гг. президентом (старшим епископом) Церкви христиан веры евангельской Украины был Николай Мельник. С 1998 года церковь возглавляет Михаил Паночко.
Официальными изданиями церкви являются журналы «Благовестник» и «Евангельский голос». Церковь также выпускает телепрограммы «Верую», «Вначале было Слово», «Теорема» и радиопрограмму «Верую». Кроме того, поместные церкви союза выпускают ряд собственных газет и др. продукции.

#### Распространение и численность верующих
Пятидесятнический храм в селе Заболотье Ровенской области
Церковь ХВЕ Украины действует во всех областях страны, при этом по числу общин лидируют Ровенская, Волынская, Черновецкая и Тернопольская области. После Аннексии Крыма Российской Федерацией статус церквей союза в автономной республике Крым и Севастополе остаётся не урегулированным; по состоянию на май 2014 года крымские общины оставались в составе Церкви ХВЕ Украины. Ещё 7 приходов ЦХВЕУ действуют среди украинской диаспоры в Испании.
По числу официально зарегистрированных религиозных объединений данный Союз пятидесятников находится на пятом месте в стране. При этом, численность церквей и членов увеличивается. Если в 1990 году союз объединял 430 общин с 55 тыс. членами, то к 1999 году он увеличился до 901 общины с 88 тыс. членами. В 2015 году Церковь ХВЕ Украины насчитывала 1576 общин и 111 тыс. членов. При этом, 1160 пятидесятнических общин имеют собственное церковное здание; ещё 118 молитвенный домов находятся в стадии строительства. При Церкви ХВЕ действуют 1635 детских воскресных школ.

#### Образование
Подготовка кадров для служения в Церкви ХВЕ Украины осуществляется в библейских семинариях, институтах и школах. Самыми крупными из них являются:
- Евангельская теологическая семинария
- Киевская теологическая семинария «Благодать и истина»
- Киевский библейский институт
- Коростеньский библейский колледж
- Львовская богословская семинария

- Ивано-Франковский филиал Львовской богословской семинария

- Полтавская богословская семинария
- Ровенская духовная семинария
- Тернопольская библейская семинария
- Черновицкая библейская семинария

#### Межцерковный диалог
Являясь самоуправляемой организацией, Церковь христиан веры евангельской Украины входит во Всемирное братство Ассамблей Бога и Международную ассоциацию христиан веры евангельской. Церковь имеет налаженные связи с украинской диаспорой в Канаде, США, Австралии, а также с христианскими церквами в Финляндии, Швеции, Норвегии, Великобритании, Польше, Румынии, Чехии, Германии, Бразилии, Нидерландах и др.
На национальном уровне Церковь ХВЕ Украины входит во Всеукраинский совет церквей и религиозных организаций и в Совет евангельских протестантских церквей, а также принимает активное участие в деятельности Украинского библейского общества.
В 2002—2003 годах Церковь вела переговоры об объединении с ОЦХВЕ Украины, в результате которых появилась резолюция о взаимоотношениях. Согласно этому документу президент ЦХВЕУ представляет перед государственными органами и ОЦХВЕ Украины. Резолюция дала толчок к сотрудничеству между отдельными общинами двух братств, однако дальнейшие шаги на пути объединения были заморожены руководством ОЦХВЕ из-за опасения раскола в собственных рядах.

#### Социальное служение
Помимо духовного служения, Церковь христиан веры евангельской Украины занимается широкой социальной деятельностью. При церкви служат 11 благотворительных фондов, 19 детских приютов и 12 домов для престарелых. По всей стране церковь содержит 85 реабилитационных центров для алкоголиков и наркоманов. Отдел социального служения церкви работает в 82 местах лишения свободы; богослужения церкви в тюрьмах регулярно посещают 2,5 тыс. человек.
Значительные усилия были предприняты церковью для оказания помощи пострадавшим в ходе вооружённого конфликта на востоке Украины. По состоянию на март 2015 года церковь собрала и доставила в зону АТО 12 млн гривень, более 3 тыс. тонн продуктов питания, 800 тонн одежды, обуви и медикаментов, 180 м³. стройматериалов и 300 м³. пиломатериалов. Поместные общины оказали временный приют 12 тыс. беженцам и приняли на постоянное место жительство ещё 2 тыс. человек с зоны конфликта.

### Харизматы
В Украине развитие харизматического движения началось с начала 90-х годов XX века со времени провозглашения независимости Украины и установления благоприятных условий для деятельности Церквей. Харизматическое движение началось с молодежной среды пятидесятнических и баптистских церквей. Впоследствии волна духовного пробуждения начала 90-х годов, которую принесли зарубежные миссионеры и проповедники, в частности американского происхождения, усилила развитие харизматического движения по всей Украине. Если по состоянию на 1992 год в Украине было зарегистрировано 27 харизматичных общин, то на 2005 год их насчитывается около 920, а на 2016 год — 2600 общин.
Уже в первые годы становления движения стала очевидной проблема отсутствия определенного административного центра, задача которого — действовать на официальном уровне от имени новых харизматических общин по всей Украине. В 1995 году был зарегистрирован Центр харизматических христианских церквей Украины (Полного Евангелия), который стал крупнейшим объединением харизматических общин на Украине.
На сегодняшний день некоторые из общин входят в различные харизматические объединения, сохраняя однако при этом свою автономность, другие — остаются вне них. Большинство из общин объединены в 19 харизматических объединений и центров, в частности:
- Центр харизматических христианских церквей Украины (Полного Евангелия);
- Духовное управление Церквей евангельских христиан Украинской христианской церкви «Новое Поколение»;
- Украинская христианская евангельская церковь;
- Духовное управление Церквей евангельских христиан Украины;
- Собор независимых евангельских Церквей Украины;
- Объединенная христианская евангельской Церковь Живого Бога.